# Эра федералистов
Эра федералистов в американской истории началась с 1788—1800 годов, когда Федералистская партия и её предшественники доминировали в американской политике. В этот период федералисты в целом контролировали Конгресс и пользовались поддержкой президента Джорджа Вашингтона и президента Джона Адамса. В эту эпоху в соответствии с Конституцией Соединенных Штатов было создано новое, более сильное федеральное правительство, усилилась поддержка национализма и уменьшились опасения тирании со стороны центрального правительства. Эпоха началась с ратификации Конституции Соединенных Штатов и закончилась победой Демократически-республиканской партии на выборах 1800 года ввиду разочарования политикой федералистов.
В течение предшествующих 1780-х годов, известных как «Период Конфедерации», новосозданное государство функционировало в соответствии со Статьями Конфедерации, которые предусматривали свободную конфедерацию штатов. На Филадельфийском конвенте 1787 года делегаты большинства штатов составили новую конституцию, в которой было предусмотрено более сильное федеральное правительство. После конвента эта конституция была представлена штатам на ратификацию. Сторонников ратификации стали называть федералистами, а тех, кто выступал против ратификации, стали называть антифедералистами.
После того, как федералисты победили в дебатах о ратификации во всех штатах, кроме двух, новая конституция вступила в силу, и были проведены новые выборы в Конгресс и на пост президента. Первые выборы вернули федералистское большинство в обеих палатах и избрали президентом Джорджа Вашингтона, который принимал участие в Филадельфийском конвенте. Администрация Вашингтона и 1-й Конгресс США создали многочисленные прецеденты и большую часть структуры нового правительства. Конгресс сформировал федеральную судебную систему с помощью Закона о судебной системе 1789 года, а экономическая политика министра финансов Александра Гамильтона способствовала формированию сильного центрального правительства.
Первый Конгресс также принял Билль о правах Соединенных Штатов, чтобы конституционно ограничить полномочия федерального правительства. В эпоху федерализма во внешней политике США доминировали опасения по поводу Великобритании, Франции и Испании. Вашингтон и Адамс стремились избежать войны с каждой из этих стран, обеспечивая при этом продолжение торговли и урегулирование американской границы .
Политика Гамильтона разделила Соединенные Штаты по фракционным линиям, впервые создав политические партии на основе избирателей. Гамильтон мобилизовал городскую элиту, которая поддерживала его финансовую и экономическую политику (в частности, в плане развития промышленности и отказа от ориентации на сельское хозяйство).
Его противники объединились вокруг Томаса Джефферсона и Джеймса Мэдисона . Джефферсон опасался, что политика Гамильтона приведет к аристократическому и потенциально монархическому обществу, которое противоречит его видению республики, построенной на фермерах-йоменах. Джефферсон имел поддержку на юге, где преобладало сельское хозяйство с использованием рабов.
Дебаты об экономической политике обострились во время Французских революционных войн, поскольку джефферсонианцы были склонны симпатизировать Франции, а гамильтонианцы — Великобритании. Договор Джея установил мирные торговые отношения с Великобританией, но возмутил джефферсоновцев и повредил отношениям с Францией.
Последователи Гамильтона организовались в Партию федералистов, а джефферсонианцы — в Демократическую республиканскую партию. Хотя многие из тех, кто добивался ратификации Конституции, присоединились к Партии федералистов, некоторые сторонники Конституции во главе с Мэдисоном стали членами демократической-республиканской партии. Партия федералистов и Демократическая республиканская партия боролись на президентских выборах 1796 года, и федералист Адамс вышел победителем. С 1798 по 1800 год Соединенные Штаты участвовали в квази-войне с Францией, и многие американцы сплотились на стороне Адамса. Вследствие этой внешнеполитической напряженности федералисты ввели законы об иностранцах и подстрекательстве, чтобы расправиться с диссидентами и затруднить иммигрантам получение гражданства. Историк Кэрол Беркин утверждает, что федералисты успешно укрепили национальное правительство, не вызвав опасений, что сильное правительство приведёт к тирании.
Федералисты придерживались квазиаристократического, элитарного видения, которое было непопулярно у большинства американцев за пределами среднего класса. Эгалитарное видение Джефферсона привлекло как фермеров, так и горожан среднего класса, и его партия провела кампанию, которая мобилизовала все классы общества. Хотя федералисты сохранили силу в Новой Англии и других частях северо-востока, тогда как республиканцы-демократы доминировали на юге и западе и расширили влияние на большей части северо-востока.
На выборах 1800 года Джефферсон победил Адамса на посту президента, и республиканцы-демократы взяли под контроль Конгресс. Джефферсон назвал выборы «революцией 1800 года», поскольку в последующие десятилетия в стране доминировала джефферсоновская демократия . Федералисты ненадолго возродились во время войны 1812 года, но после этой войны окончательно исчезли. Несмотря на упадок Партии федералистов, многие институты и структуры, созданные партией, выжили в дальнейшем, а экономическая политика Гамильтона повлияла на многие поколения американских политических лидеров.

### Works cited
- Appleby, Joyce. Thomas Jefferson. — Times Books, 2003.
- Barnes, Celia. Native American Power in the United States, 1783-1795. — Fairleigh Dickinson University Press, 2003. — ISBN 0-8386-3958-5.
- Bellfy, Philip C. Three Fires Unity: The Anishnaabeg of the Lake Huron Borderlands. — University of Nebraska Press. — ISBN 978-0-8032-1348-7.
- Berkin, Carol. A Sovereign People: The Crises of the 1790s and the Birth of American Nationalism. (2017) Online review Архивная копия от 1 сентября 2020 на Wayback Machine
- Brown, Ralph A. The Presidency of John Adams. — University Press of Kansas, 1975. — ISBN 0-7006-0134-1.
- Chambers, William Nisbet. Political Parties in a New Nation: The American Experience, 1776—1809 (1963), political science perspective
- Chernow, Ron. Alexander Hamilton. — Penguin Books, 2004. — ISBN 1-59420-009-2.
- Diggins, John P. John Adams. — Time Books, 2003. — ISBN 0-8050-6937-2.
- Elkins, Stanley and Eric McKitrick. The Age of Federalism (1995) online at Questia Архивная копия от 5 мая 2012 на Wayback Machine, the standard highly detailed political history of 1790s; online free to borrow
- Ellis, Joseph J. Founding Brothers: The Revolutionary Generation. — Alfred A. Knopf, 2000. — ISBN 0-375-40544-5.
- John Ferling; A Leap in the Dark: The Struggle to Create the American Republic. Oxford University Press. (2003) online version Архивная копия от 3 января 2012 на Wayback Machine; survey
- Ferling, John. The Ascent of George Washington: The Hidden Political Genius of an American Icon. — Bloomsbury Press, 2009. — ISBN 1-59691-465-3.
- Herring, George. From Colony to Superpower: U.S. Foreign Relations Since 1776. — Oxford University Press, 2008. — ISBN 978-0-19-507822-0.
- Hogeland, William. The Whiskey Rebellion: George Washington, Alexander Hamilton, and the Frontier Rebels Who Challenged America's Newfound Sovereignty. — Simon & Schuster, 2006. — ISBN 0-7432-5490-2.
- Kent, Charles A. The Treaty of Greenville August 3, 1795. — Schnepp and Barnes, 1918.
- Maier, Pauline. Ratification: The People Debate the Constitution, 1787–1788. — Simon & Schuster, 2010.
- McCullough, David. John Adams. — Simon & Schuster, 2008. — ISBN 978-1-4165-7588-7.
- Miller, John C. The Federalist Era, 1789–1801. — Harper & Brothers, 1960.
- Morison, Samuel Eliot. The Oxford History of the American People. — Oxford University Press, 1965.
- Schecter, Barnet. George Washington's America. A Biography Through His Maps. — Walker & Company, 2010. — ISBN 978-0-8027-1748-1.
- Sharp, James Roger. American Politics in the Early Republic: The New Nation in Crisis (1993), political narrative of 1790s
- Slaughter, Thomas P. The Whiskey Rebellion: Frontier Epilogue to the American Revolution. — Oxford University Press, 1986. — ISBN 0-19-505191-2.
- Smith, Page. John Adams. — Doubleday, 1962.
- Wood, Gordon S. Empire of Liberty: A History of the Early Republic, 1789-1815. — Oxford University Press, 2009.